# St. Marien (Kleinweingarten)

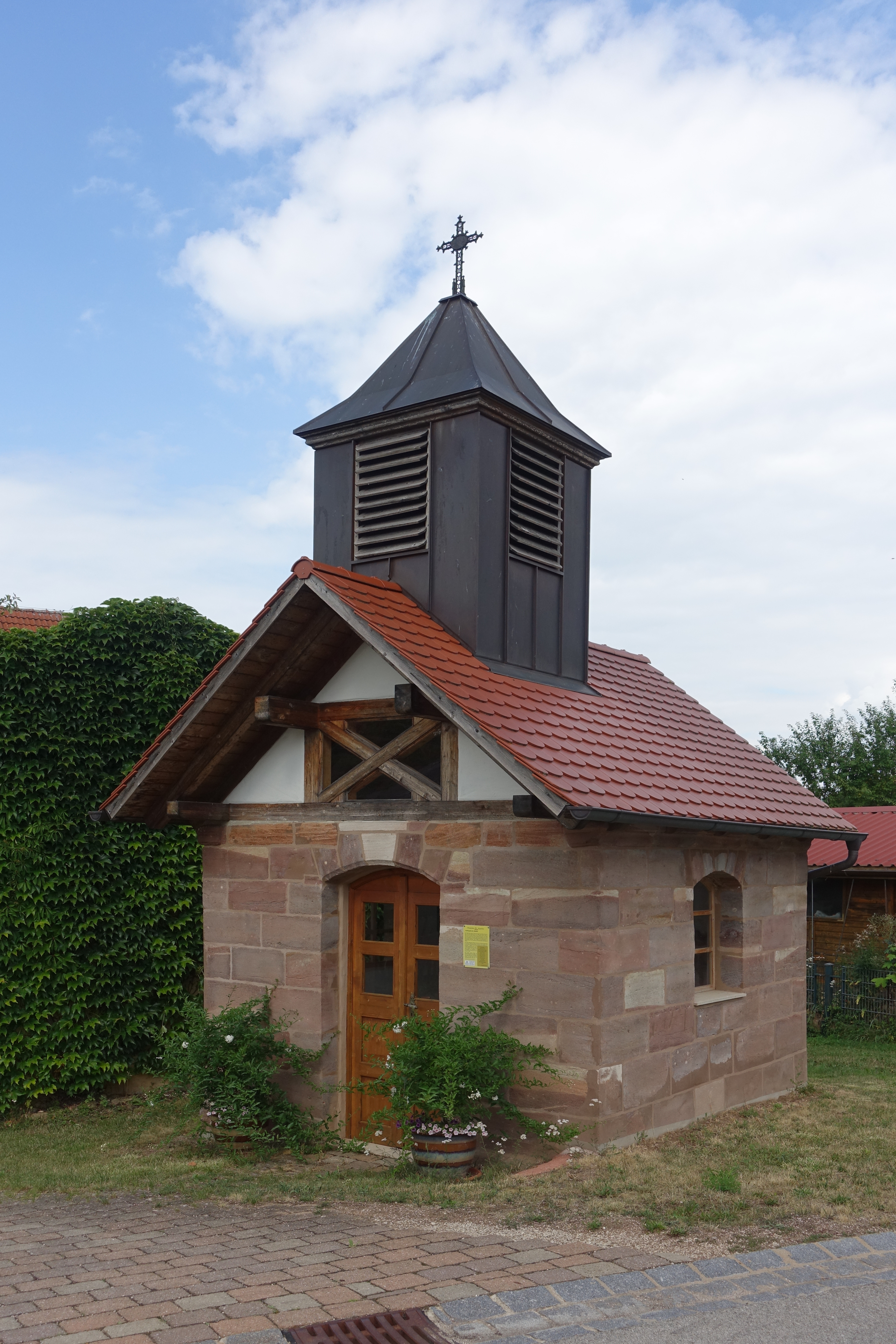
Die Kapelle

Die Dorfkapelle St. Marien ist eine römisch-katholische Kapelle in Kleinweingarten, einem Gemeindeteil des Marktes Pleinfeld im mittelfränkischen Landkreis Weißenburg-Gunzenhausen. Das Bauwerk ist unter der Denkmalnummer D-5-77-161-70 als Baudenkmal in die Bayerische Denkmalliste eingetragen. Die Kapelle ist nicht mit der Dorfkapelle St. Marien im Pleinfelder Gemeindeteil Mannholz und der Dorfkapelle St. Marien im Pleinfelder Gemeindeteil Gündersbach zu verwechseln.
Die der Maria geweihte Kapelle steht in der Mitte des Dorfes abseits der Hauptstraße auf dem Anwesen Kleinweingarten 8 auf einer Höhe von 458 m ü. NHN.
Das Gebäude ist ein kleiner Satteldachbau aus Sandsteinquadern mit einem Dachreiter. Eine erste Kapelle wurde 1830 errichtet. Nach einem Brand wurde die heutige Kapelle 1874 errichtet. Zum Inventar gehören der Altar mit einer in einer Nische befindlichen Marienstatue, zwei Leuchterengel, ein gusseisernes Kreuz und ein Ewiges Licht.